# Sade (entreprise)
La Société auxiliaire des distributions d'eau, ou SADE, créée en 1918, est une entreprise française de travaux publics. Elle participe à la conception, la construction, la réhabilitation et l’entretien des réseaux (eau, énergie), et des infrastructures (génie civil, travaux souterrains) pour tous clients publics, industriels et privés.

## Historique

### Origine et développement
En 1853 est créée à Paris la Compagnie générale des eaux pour tenter de séduire une clientèle plus large au service de l'eau. En 1914, cette compagnie dessert cent-trente-sept communes des départements de la Seine, Seine-et-Oise et Seine-et-Marne.[réf. nécessaire]
La SADE est créée en 1918 par la Compagnie générale des eaux,. Initialement cette filiale a pour objectifs « l’exécution de travaux de canalisation et de plomberie […], de tous travaux de canalisation ainsi que l’acquisition et la rétrocession de toutes concessions d’affaires d’eau et similaires ». Elle se substitue au Service des travaux en régie, créé en interne par la Compagnie en 1913.[réf. nécessaire]
Peu à peu, la SADE développe son implantation territoriale en France et à l’international ainsi que ses métiers et ses techniques. 
En 2021, neuf directions régionales et services spécialisés, trente-neuf agences de travaux et vingt-deux filiales couvrent le territoire français. Elle est active à l'international dans vingt pays sur quatre continents.
Depuis sa création, la SADE a conservé son sigle et son emblème sous lequel elle s'est fait connaître, un porteur d'eau illustrant son métier historique. C'est en 1969 pour ses 50 ans que le porteur de la SADE représentant un verseur d'eau a été codifié et normalisé. La médaille frappée en 1969 par la Monnaie de Paris d’après l'œuvre originale de Roger Bezombes comporte sur son avers le nom de Compagnie générale des travaux d'hydraulique - SADE, le verseur d'eau ainsi que les dates 1919 - 1969.
Elle crée en 2018 un logo spécifique pour son centenaire. 
En 2022, la SADE s'est dotée d'une devise comme une raison d'être, Fiers d'être pro et utiles, qui affirme publiquement que professionnalisme des équipes et utilité de ses réalisations sont au coeur de ses engagements.
Au 28 février 2024, la SADE rejoint le Groupe NGE et devient une filiale nationale spécialisée dans le cycle de l'eau,,,.

### Partenaire historique du SEDIF
Le Syndicat des communes de la banlieue de Paris, est créé en 1922. Le Syndicat des eaux d'Île-de-France (SEDIF) lui succède. Il regroupe les cent-trente-huit communes alors liées à la Générale (la ville de Paris n’y participe pas), et un accord de concession est conclu dès 1923.
Entre 1923 et le 31 décembre 2010, dans le cadre du service public de l’eau délégué par le SEDIF à la Compagnie générale des eaux, à laquelle succède Veolia Eau, la SADE Île-de-France intervient comme un partenaire essentiel dans la pose, l'entretien et la maintenance des réseaux d'eau potable sur le territoire des 144 communes de l’Île-de-France.

## Quelques réalisations
- 2020 – mars 2024 – Construction du bassin de stockage d'eaux pluviales (46 000 m3) en vue de la baignabilité de la Seine pour les épreuves olympiques 2024 - Paris 13e (France)
- 2020 – 2023 – Forage de 4 puits (en cours d'équipement en 2023) d'une profondeur de 280 m sur le site de la Centrale nucléaire du Blayais
- 2021 – Raccordement au réseau électrique du futur parc éolien offshore du Calvados – Courseulles-sur-Mer (France)[11]
- 2020 – 2021 – EOLE Mise hors d’eau de l’ouvrage Friedland, un puits sans fond – Paris (France)[12]
- 2020 – Pose d'une conduite de transport de gaz – Landivisiau (France)[13]
- 2014 – 2018 – Réhabilitation d’un collecteur d’assainissement de 6,4 km – La Seyne-sur-Mer (France)[14],[15].
- 2016 – 2017 – Restructuration d’un poste de refoulement des eaux usées sous la Loire – Tours (France)[16]